# Горсад (Донецк)

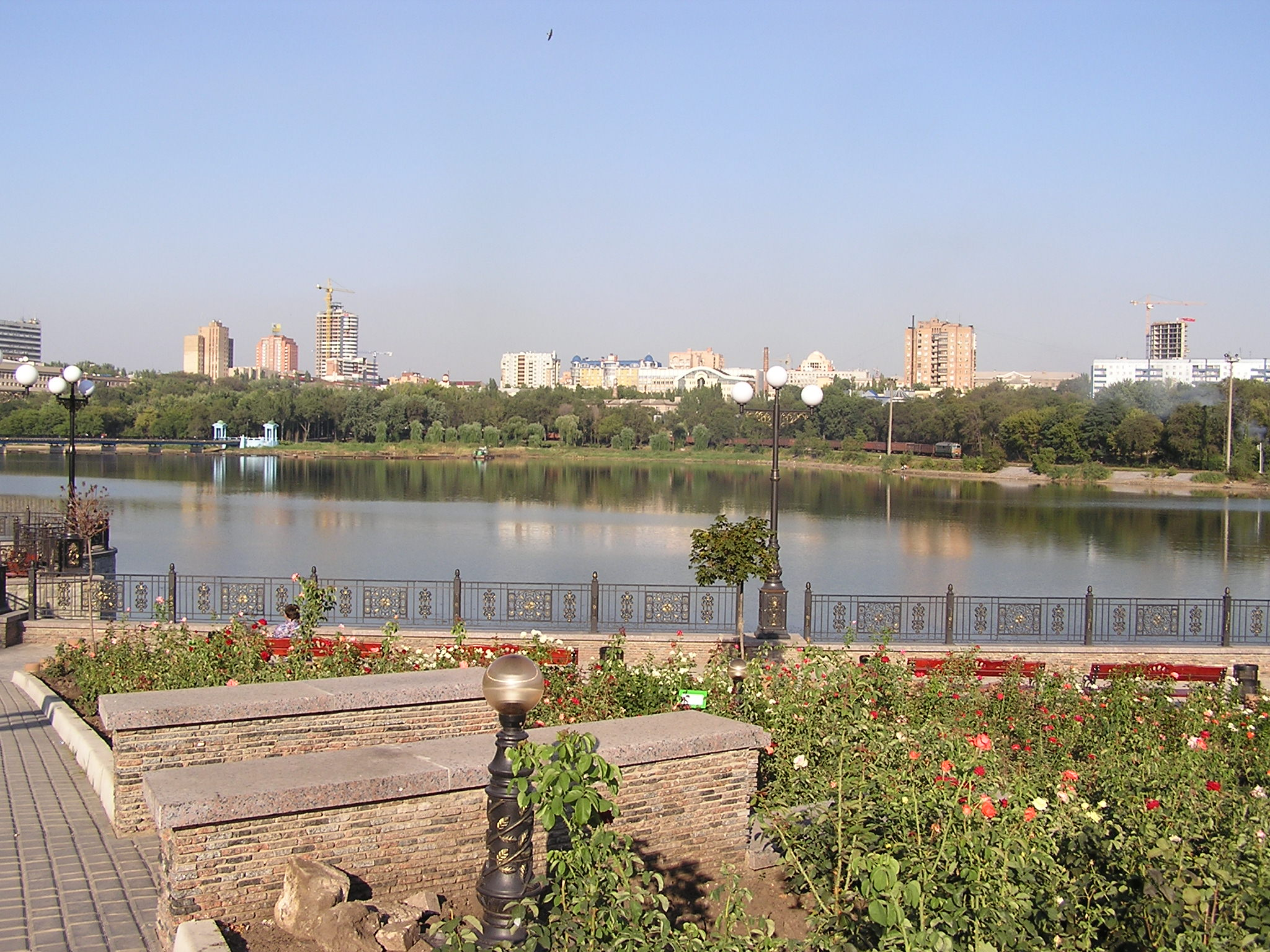
Панорама на Горсад с парка Щербакова, вдоль береговой линии видны вагоны грузового поезда

Горсад или Донецкий городской сад — самый первый парк Донецка, возник как городской сад Юзовки возле Первого городского ставка. Расположен в Ворошиловском районе города, его территорию ограничивают береговая линия Первого городского пруда, улица Куйбышева (бывшая Шестая линия), Улица Университетская и проспект Павших Коммунаров.

## История сада

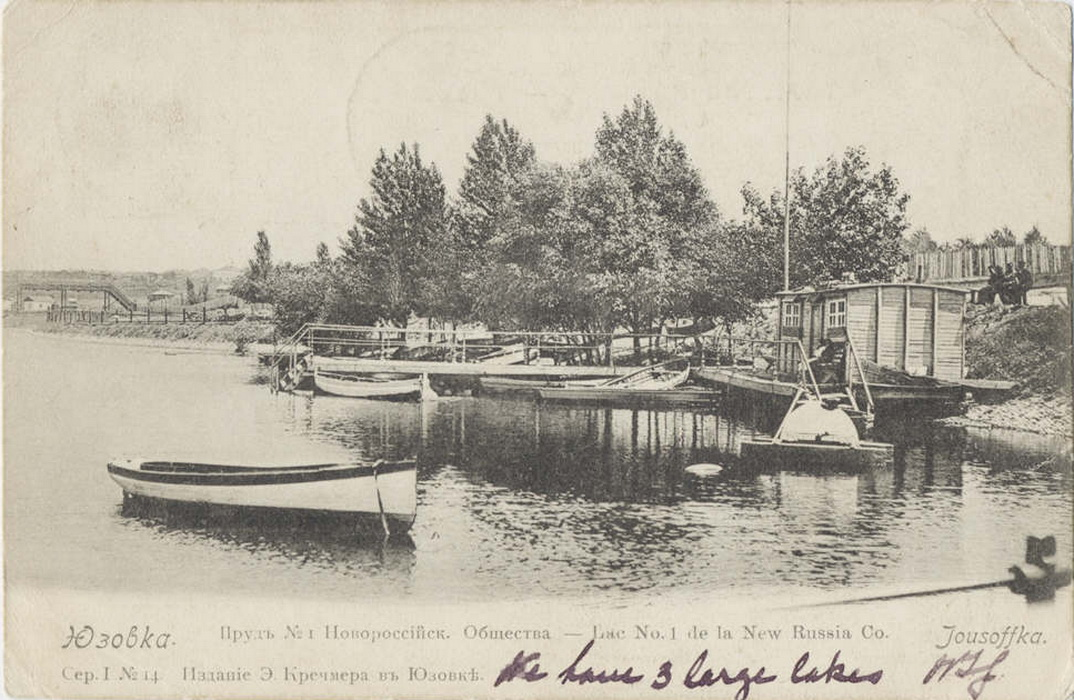
Открытка издательства Е. Кречмера в Юзовке. Лодочная станция возле Горсаду. Начало XX века

Первый и Второй городские ставки были образованы перекрытием плотиной реки Скоморошины (ныне Бахмутка), когда Юзовскому металлургическому заводу не хватило воды водохранилищ, обустроенных на реке Кальмиус. Поскольку Первый городской пруд располагался ближе всего к центру Юзовки, решено заложить городской сад именно вблизи него.
В конце концов территория парка, что получил стандартную для своей эпохи название — "Городской сад", занимала площадь между Пятой линией (ныне улица Первомайская), Малым проспектом (ныне проспект Павших Коммунаров) и береговой линией Первого городского ставка. Парк отгородили каменным забором, также еще в 19 веке вдоль берега пруда проложена подъездная к заводу железная дорога.
Центральную часть парка формировала круговая аллея с фонтаном. Вода к нему подавалась водокачкою из Первого городского пруда. Также сад был летний павильон с рестораном, в 1920-е годы в павильоне также действовало казино и играли в лото. Рядом с павильоном располагалась раковина эстрады. Поскольку катание на лодках пользовалось популярностью в Юзовке, на берегу пруда организовали лодочную станцию. Однако Городской сад служил не только местом развлечений, но и встреч юзовских революционеров.
В 1932 году снесли каменный забор вокруг Городского сада. Вместо него установили декоративные чугунные решетки. Ее узор скопировали с забора Летнего сада в Санкт-Петербурге, для чего в Ленинград специально командировали группу мастеров. Однако со временем руководители города издали приказ убрать чугунные решетки и заменить их каменным парапетом.
Горсад долго хранил свою уникальную привлекательность для жителей Юзовки, а позднее Сталино, даже после открытия 1932 года парка Щербакова. Здесь устраивали ежегодные выставки цветов.
В настоящее время парк потерял свое значение. Сегодня название Горсад сохраняется только среди дончан пожилого возраста как остановка трамвая № 3.